# Lembá (poble)
Lembá o vila de Lembá és una localitat de São Tomé i Príncipe. Es troba al districte de Lembá, a l'oest de l'illa de São Tomé. La seva població és de 286 (2008 est.). El poble és e al terme de la Ruta Nacional 2 (EN2) que comença a la capital de São Tomé. El nord hi ha Santa Catarina, al sud-est hi ha Ponta Furada i al sud hi ha Binda, a uns 2 km a l'est i 3 km al sud es troba el Parc Nacional d'Ôbo.

## Evolució de la població
| 2001 | 2008 |
| 251  | 286  |